# 瓦涅克區
12°17′40″S 76°08′20″W / 12.2944°S 76.1388°W
瓦涅克區（西班牙語：Distrito de Huañec），是秘魯的一個區，位於該國中南部利馬大區的堯約斯省，面積37.5平方公里，海拔高度3,202米，2005年人口415，人口密度每平方公里11人。